# Архипелашки пашалук
Архипелашки пашалук (Eyālet-i Cezāyir-i Baḥr-i Sefīd, дословно "Пашалук острва Белог мора") је био пашалук Османског царства. Од оснивања до почетка Танзиматске реформе средином 19. века, био је под контролом Капуданпаше, врховног команданта Османске морнарице.

## Историја
У раном периоду Османског царства, командант османске морнарице (Derya Begi, "Морски бег") такође је био и управник Галипољског санџака, где се налазила главна поморска база османског царства до изградње ЦАрског арсенала под султаном Селимом I (владао 1512–1520). Његова покрајина је обухватала и изоловане казе Галату и Измит.
Током 1533-1534, гусарски капетан Хајрудин Барбароса, који је заузео Алжир, признао је власт султана Сулејмана I (владао 1520–1566). Његовој покрајини су припојени санџаци: Коџаели, Смирна, и Чанакале од територије Анатолијског пашалука, и санџаци: Инебахти (Нафпактос), Агрибоц (Евбеја), Карли-ели (Етолија-Акарнанија), Мезистре (Мистра), и Мидиљи (Лезбос) од територије Румелијског пашалука, чиме је формиран Архипелашки пашалук. Након Хајрудинове смрти, пашалук је остао под управом Капуданпаше, нове титуле за главног команданта османске морнарице, што је позиција велике моћи и престижа: био је носилац титуле везира са три туга и члан царског Дивана. Због тога, титуле управника санџака Архипелашког пашалука нису биле санџакбег већ деријабег. Иако је капуданпаша боравио у Царском арсеналу, Галипоље је остало престоница до 18. века.
Након Хајрудинове смрти 1546. године, Родоски санџак такође постаје део Архипелашког пашалука, а током 1617-1618 припојени су и санџаци: Хиос, Наксос и Андрос. Алжир је постао дефакто независтан од османске контроле након 1642. године. 1670. године Кипар је припојен пашалуку, а од 1703. био је лични феудални посед великог везира, али је враћен под управу пашалука 1784. Под Кара Мустафа-пашом, санџаци: Мезистре и Карли-ели били су одвојени од пашалука и припојени Морејском пашалуку. Највећи међу Егејским острвима, Крит, иако освојен од стране Млетачке републике у периоду 1645–1669, никада није био подређен Архипелашком пашалуку.
Почетком 19. века, пашалук је смањен и обухватао је санџаке: Бига, Родос, Сакиц, Мидили, Лимнос и Кипар. У склопу са Танзиматским реформама, капуданпаша је изгубио власт над пашалуком 1849. године, а пашалук је реорганизован у Архипелашки вилајет након 1867. године. Острво Самос, било је проглашено за аутономну кнежевину почетком 1832. године, а сматрало се санџаком вилајета до 1867. године. Кипар је пао под британском контролом 1878, а остатак вилајета је распуштен након што су источна егејска острва освојили Италијани током Турско-италијанског рата (1911–1912) и Грци у Првом балканском рату (1912–1913).
Укључујући Крит, његова површина у 19. веку је била 9829 km² а на том подручју је живело око 700.000 становника.